# Le Domaine perdu
Pour plus de détails, voir Fiche technique et Distribution.
Le Domaine perdu est un film français réalisé par Raoul Ruiz et sorti en 2005.

## Synopsis
En 1932, un petit garçon chilien fait la rencontre d'un aviateur français. Après avoir grandi, il devient à son tour pilote. Le destin des deux hommes se croisent entre le Chili et l'Europe, tout au long du XXe siècle.

## Fiche technique
- Autre titre : Un livre à rendre
- Titre anglais : The Lost Domain
- Réalisation :  Raoul Ruiz
- Scénario : Raoul Ruiz
- Production :  Elzévir Films, Gemini Films, Atlantis Films
- Musique : Jorge Arriagada
- Image : Ion Marinescu
- Lieu de tournage : Bucarest
- Montage : Valeria Sarmiento
- Durée : 106 minutes
- Date de sortie : 1er juin 2005

## Distribution
- François Cluzet : Antoine
- Grégoire Colin : Max
- Édith Scob
- Marianne Denicourt
- Christian Colin
- Julie Delarme

## Accueil critique
Le film est un hommage à peine voilé au Grand Meaulne d’Alain-Fournier. Chloé Larouchi de Critikat juge le scénario trop compliqué, ce qui alourdit le rythme du film. La force des plans n’empêche pas au film de s’enliser. Pour elle, « Raoul Ruiz s’est emmêlé les pinceaux dans toute cette matière romanesque ».

## Distinctions
- Nommé au Festival international du film Karlovy Vary